# Cnephasia longana
Cnephasia longana es una especie de polilla perteneciente al género Cnephasia, categorizada en la tribu Cnephasiini, de la subfamilia Tortricinae.

## Distribución
Se distribuye por Reino Unido, España, Italia, Francia y Grecia.

## Taxonomía
Fue descrita por Haworth en 1811 y publicada por primera vez en (Tortrix), Lepid. Br. (3): 463.